# Клобучино
Клобучино (пол. Kłobuczyno) — село в Польщі, у гміні Косьцежина Косьцерського повіту Поморського воєводства.
Населення — 568 осіб (2011).
У 1975—1998 роках село належало до Гданського воєводства.

## Демографія
Демографічна структура станом на 31 березня 2011 року:
|          | Загалом | Допрацездатний вік | Працездатний вік | Постпрацездатний вік |
| -------- | ------- | ------------------ | ---------------- | -------------------- |
| Чоловіки | 283     | 90                 | 175              | 18                   |
| Жінки    | 285     | 68                 | 172              | 45                   |
| Разом    | 568     | 158                | 347              | 63                   |